# 賓寧巴格湖

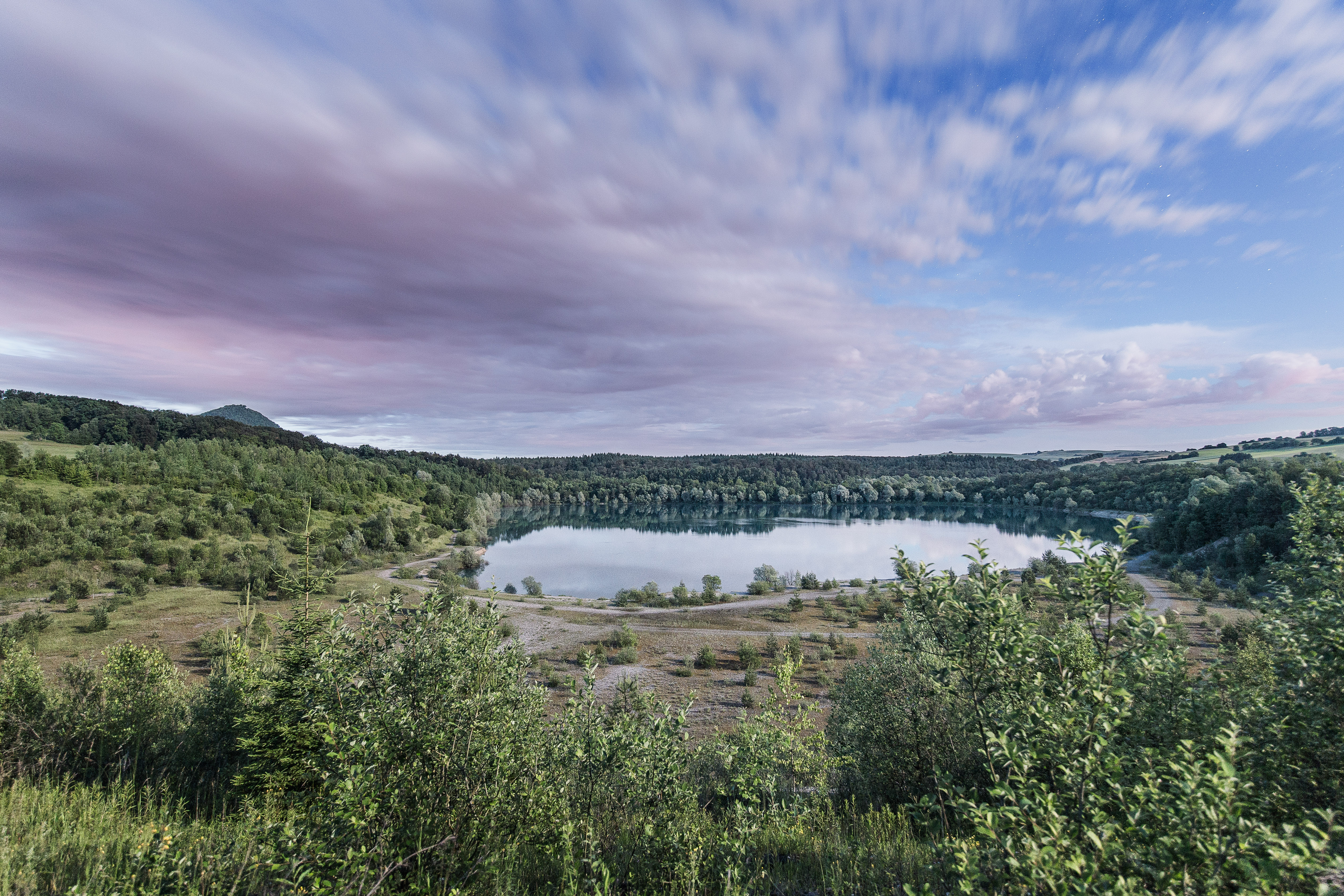

47°48′32″N 8°43′57″E / 47.8090°N 8.7325°E
賓寧巴格湖（德語：Binninger Baggersee），是德國的湖泊，位於該國西南部，由巴登-符騰堡州負責管轄，處於康斯坦茨縣，面積0.15平方公里，海拔高度487米，最大水深16米，湖岸線長度1.2公里。